# 女生宿舍
『女生宿舍』は、台湾の女性ヴォーカルトリオ、S.H.E（エスエイチイー）のアルバム。

## 解説
- S.H.Eのデビューアルバム。2曲目「Beauty Up My Life」の歌詞の一部は日本語で書かれている（日本語の部分は曾建豪による）。また、各人がソロで歌っている曲も収録されている。

## 収録曲
1. 戀人未滿（OT:Brown Eyes）（4'36"）
OC:B.K+W.A、中文詞:施人誠、編曲:鍾興民
2. Beauty Up My Life （2'54"）
作詞:武雄+曾建豪、作曲:左安安、編曲:呂紹淳
3. 冰箱 （4'28"）
作詞:武雄、作曲:尤秋興、編曲:黄中岳
4. H.B.O （3'34"）
作詞:武雄+左安安、作曲:左安安、編曲:黄中岳
5. Too Much（Hebeのソロ）（3'13"）
作詞:姚謙、作曲:蔡健雅、編曲:蔡健雅
6. 你還好不好（Selina&Ella）（4'43"）
作詞:白進法、作曲:施盈偉、編曲:洪信傑
7. 替我愛你（Hebeのソロ）（4'46"）
作詞:黄祖蔭、作曲:Tommy Wu、編曲:屠穎
8. 他就是他 （4'35"）
作詞:黄祖蔭、作曲:陳映旭、編曲:黄中岳
9. 別（Ellaのソロ）（4'23"）
作詞:武雄、作曲:陳秀珠+陳建寧+陳政卿、編曲:呉慶隆
10. 忘記把你忘記（Selinaのソロ）（4'49"）
作詞:武雄、作曲:左安安、編曲:呉慶隆